# Стронгс-Прері (Вісконсин)
Стронгс-Прері (англ. Strongs Prairie) — місто (англ. town) в США, в окрузі Адамс штату Вісконсин. Населення — 1145 осіб (2020).

## Демографія
Згідно з переписом 2010 року, у місті мешкало 1150 осіб у 530 домогосподарствах у складі 340 родин. Було 1373 помешкання
Расовий склад населення:
| - 97,4 % — білих - 0,9 % — азіатів - 0,4 % — чорних або афроамериканців - 0,2 % — корінних американців |

До двох чи більше рас належало 0,9 %. Частка іспаномовних становила 2,1 % від усіх жителів.
За віковим діапазоном населення розподілялося таким чином: 16,3 % — особи молодші 18 років, 56,9 % — особи у віці 18—64 років, 26,8 % — особи у віці 65 років та старші. Медіана віку мешканця становила 53,4 року. На 100 осіб жіночої статі у місті припадало 116,2 чоловіка;  на 100 жінок у віці від 18 років та старших — 112,6 чоловіка також старших 18 років.
Середній дохід на одне домашнє господарство  становив 48 923 долари США (медіана — 42 083), а середній дохід на одну сім'ю — 59 537 доларів (медіана — 52 431). Медіана доходів становила 44 044 долари для чоловіків та 28 611 долар для жінок. За межею бідності перебувало 12,9 % осіб, у тому числі 38,2 % дітей у віці до 18 років та 3,4 % осіб у віці 65 років та старших.
Цивільне працевлаштоване населення становило 456 осіб. Основні галузі зайнятості: роздрібна торгівля — 15,6 %, освіта, охорона здоров'я та соціальна допомога — 14,5 %, мистецтво, розваги та відпочинок — 14,3 %.